# Powiat Goldberg

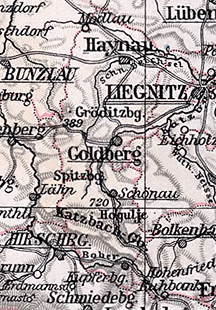
Kreis Schönau, 1905 r.

Powiat Goldberg (niem. Kreis Goldberg, pol. powiat złotoryjski) – niemiecki powiat istniejący w okresie od 1741 do 1818 i od 1932 do 1945 r. na terenie prowincji śląskiej i dolnośląskiej.
Powiat Goldberg powstał w rejencji legnickiej pruskiej Prowincji Śląsk. W związku z przeniesieniem siedziby powiatu ze Złotoryi do Chojnowa w 1817 r. utworzono w jego miejsce powiat Goldberg-Haynau. W 1932 r. powiat Goldberg-Haynau został zlikwidowany, a z jego terenu oraz powiatu Schönau utworzono powiat Goldberg w rejencji legnickiej prowincji Dolny Śląsk. W 1938 r. prowincję Dolny Śląsk zlikwidowano i utworzono prowincję Śląsk. W 1939 r. powiat przemianowano na Goldberg i. Schlesien. W 1941 r. powiat ponownie przeniesiono do prowincji Dolny Śląsk. Od 1945 r. terytorium powiatu znajduje się pod administracją polską.